# Tekutá modernita
Tekutá modernita je sociologický pojem, který poprvé použil polský sociolog a filozof Zygmunt Bauman k popsání soudobé společnosti a jejích změn. Bauman se řadí k teoretikům (Ulrich Beck, Anthony Giddens či Scott Lash), kteří odmítají současnost označit za dobu postmoderní. Na rozdíl od některých postmodernistů (Lyotarda, Baudrillarda a dalších) tvrdí, že se modernita pouze posunula do pozdní fáze, kam patří i Baumanova tekutá modernita. Společnost v tekuté modernitě je proměnlivá, silně individualizovaná, konzumní a globalizovaná, jež postrádá či zapomíná pevné základy modernity.

## Vznik pojmu
K nastolení svého stěžejního pojmu Bauman použil metaforu o „zkapalňování“ či „tavení“ pevných těles (tj. rozpuštěním všeho, co odolává času a je lhostejné či imunní vůči jeho běhu). Dle Baumana můžeme celou modernizaci chápat jako proces „zkapalňování“, nicméně zatímco v pevné fázi byly tradiční látky modernity roztavovány za účelem zformování nového řádu a vytvoření dokonalejších pevných těles, v tekuté modernitě se tělesa pouze rozpouštějí. „Síly způsobující tekutost se přesunuly od „systému“ ke společnosti, od politiky k „politice života“ – sestoupily z „makro“ úrovně na „mikro“ úroveň společenského soužití.“ Výsledkem je individualizovaná, privatizovaná modernost, v níž se odpovědnost klade na každého jednotlivce.
Kapaliny se pohybují snadno. „Tečou“, „plynou“, „proudí“, „prosakují“; a na rozdíl od pevných látek je není snadné zastavit – obtékají překážky v cestě, jiné rozpouštějí nebo odnášejí s sebou, další prosáknou skrz ně. Mimořádná pohyblivost tekutin je tím, co je spojuje s představou „lehkosti“. (…) To jsou některé z důvodů, proč lze „kapalnost“ či „tekutost“ považovat za vhodné metafory pro zachycení povahy současné, v mnohém ohledu originální fáze dějin modernosti.
Zygmunt Bauman

## Charakteristické vlastnosti
Výraznou vlastností tekuté modernity je její lehkost a mobilita. Vzhledem k technologickým vymoženostem a snaze akcelerovat rychlost pohybu dochází v tekuté modernitě k oddělení moci a kapitálu od prostoru. Dle Baumana se moc stala doopravdy exteritoriální (nezávislou na místě) a s místem není již těsně spjata, jak v dobách modernity pevné. Jelikož nejrůznější informace a příkazy se dokáží pohybovat rychlostí elektronického signálu. Čas se v globalizovaném světě stal pouze prostředkem k dobytí prostoru. To má za následek, že se do tekuté modernity vrací nomádské zvyky života. Bauman tvrdí, že žít mobilně je výhodnější, než žít usedle. Symptomem současnosti je totiž flexibilita, instantnost, cirkulace a spotřeba na jedno použití. „Kapitál ve svém těžkém stadiu byl mnohem pevněji fixován k místu a totéž platilo i pro pracující, které si najímal. Dnešní kapitál již cestuje nalehko, jen s příručními zavazadly, ke kterým patří pouze kufřík, mobilní telefon a přenosný počítač.“
Dalším rysem života v tekuté modernitě je nejistota. Flexibilita či instantnost se otiskuje také do práce. Práce již není prostředkem k dosažení vyšších cílů či plánů, ale pouze krátkodobým způsobem jak dosáhnout svých tužeb a spotřeb. Práci v pevné modernitě Bauman prezentuje na příkladu továrny fordovského typu, kde měli zaměstnanci téměř jistotu setrvání. Oproti tomu v tekuté modernitě většina zaměstnanců trpí nejistotou, jelikož moc i kapitál nejsou svázáni s územím. Navíc je kapitál orientován především na spotřebitele, tudíž veškeré věci spjaté s pracovní silou jsou druhotné. Dle Baumana je nejistota zaměstnanců mocnou individualizační silou, jež ústí v rezignaci nad výhledem do budoucnosti a touhu „okamžitého uspokojení“. Nejistota sociální existence může vést k tomu, že člověk vnímá svět okolo sebe, ale i mezilidské vztahy jako produkty okamžité spotřeby. „Závazky typu „dokud nás smrt nerozdělí“ se mění v kontrakty typu „dokud uspokojení trvá“, které jsou dočasné a prchavé z podstaty, plánovitě nebo díky pragmatickému působení – a jako takové jsou náchylné vůči jednostrannému vypovězení, kdykoli se jednomu z partnerů naskytne lepší příležitost a větší hodnotu nachází v úniku z partnerského vztahu, místo aby se jej pokoušel zachovat za jakoukoli cenu.“ Bauman se věnoval podrobněji mezilidským vztahům v době tekutosti v knize Tekutá láska: o křehkosti lidských pout.

## Přijetí českými sociology

### Jan Balon
Komplexní analýzu Baumanovy Tekuté modernity nám předkládá český sociolog Jan Balon. Ten na tomto díle oceňuje především způsob interpretace, který Bauman využívá. Okruh zájemců o sociologii se rozšiřuje a podle Balona je tedy potřeba, aby se změnil styl, kterým se sociologiové-interpretové snaží tuto skupinu oslovit. Sociologie by se měla dívat kolem sebe nikoli do sebe. To Balon zajímavě dokládá na faktu, že v celé knize nenajdeme žádný odkaz na jednoho z největších sociologů T. Parsonse, avšak na předního filmového režiséra Woodyho Allena jich nalezneme hned několik.

### Miloslav Petrusek
K Baumanovu pojetí definice kultury, konkrétně pak přímo k Tekuté modernitě se český sociolog profesor Miloslav Petrusek staví takto: Bauman považuje tradiční koncepci „kultury jako konzervantu“ za stabilizační substanci. Taková substance se podle něj hojně vyskytuje v soudobých multikulturních teoriích pouze s tím rozdílem, že v současnosti se na ně pohlíží a též se označují pozitivně (oproti minulosti, kdy nesly označení negativní). Celkově je jeho celé dílo plné kritických elementů. Fragmentárnost Baumanových textů se pak přímo odráží v podobě zlomkovitosti Tekuté modernity.